# Emanuel Lundström
Emanuel Lundström (ur. 20 września 1896, zm. 4 kwietnia 1961) – szwedzki lekkoatleta.

## Kariera
Na Letnich Igrzyskach Olimpijskich 1920 wystąpił w dwóch konkurencjach – w biegu na 5000 m zajął 12. miejsce w finale, natomiast konkurs biegu na 10 000 m zakończył w fazie eliminacji (nie ukończył występu).